# Triade di Putti
Per Triade di Putti si intende l'insieme di tre segni radiografici che permettono di porre diagnosi di displasia dell'anca: 
1. Ipoplasia/ritardo nella comparsa del nucleo cefalico femorale (che compare normalmente intorno al sesto mese di vita);[1]
2. Sfuggenza del tetto acetabolare (indice acetabolare > 35°);[2]
3. Interruzione dell'ogiva di Shenton (arco formato dal margine inferiore della metafisi femorale e dal margine inferiore della branca ileo-pubica).[1]

Prende il nome da Vittorio Putti, ortopedico italiano che la descrisse negli anni trenta del XX secolo.